# Stazione di Ōimachi
La Stazione di Ōimachi (大井町駅?, Ōimachi-eki) è una stazione ferroviaria giapponese, si trova a Tokyo, nel quartiere di Shinagawa.

## Linee
- East Japan Railway Company
  - Linea Keihin-Tōhoku
- Tokyo Waterfront Area Rapid Transit, Inc.
  - Linea Rinkai
- Tōkyū Corporation
  - Linea Tōkyū Ōimachi